# 維爾卡山
16°38′28″S 70°09′52″W / 16.64111°S 70.16444°W
維爾卡山（Willkani），是秘魯的山峰，位於該國南部莫克瓜大區，由涅托元帥省的卡魯馬斯區負責管轄，屬於安地斯山脈的一部分，海拔高度5,200米。